# لوئیجی بونوس
لوئیجی بونوس (ایتالیایی: Luigi Bonos؛ ۱۹۱۰ –۲۰۰۰) بازیگر ایتالیایی بود. وی بین سال‌های ۱۹۴۵ تا ۱۹۹۲ میلادی فعالیت می‌کرد.
از فیلم‌هایی که وی در آن نقش داشته است، می‌توان به بگذار خودمان را مسلح کنیم و شما به جبهه بروید!، سرانجام… هزار و یک شب، الاغ طلایی: محاکمه برای حقایق عجیب دربارهٔ لوکیوس آپولیوس، شهروند روم، مرد بی‌رحم، به من میگن بولدوزر، هنوز ترینیتی هستم، به من میگن ترینیتی، کلانتر و گمشده فضایی، حتی فرشتگان هم لوبیا می‌خورند ، به پیش یا بمیر، مردی با قلم‌موی زرین، شوق مرگ و پنج مرد جنگی اشاره کرد.